# 畑健二郎初期作品集 ハヤテのごとく!の前
『畑健二郎初期作品集 ハヤテのごとく!の前』（はたけんじろうしょきさくひんしゅう ハヤテのごとく!のまえ）は、畑健二郎の漫画短編集。

## 概要
表題通り、『ハヤテのごとく!』の前に描かれ、雑誌に掲載された畑の作品が収録されている。また、『ハヤテのごとく!』と関係の深いキャラクターが登場する作品でまとめられている。表紙には、『海の勇者ライフセイバーズ』連載開始に描かれたカラー扉をリメイクしたものが載せられている。

## 海の勇者ライフセイバーズ
『ハヤテのごとく!』と世界観を共有する作品。

## 神様にRocket Punch!!
- 初出 - 少年サンデーR増刊 2002年AUTUMN号（11月7日特別増刊号）

『ハヤテのごとく!』のカバー裏で登場するオルムズト・ナジャが登場する作品。
本書のカバー裏では、『神様にRocket Punch!!』には、本作（1話目）以外に連載用に考えられた2話目と3話目のネームがあることが明かされている。

### あらすじ
青葉太助は、願いを叶える前に死んでしまった祖父・清治の代わりに、オルムズト・ナジャ（神様）に願いを叶えてもらうことにした。しかし神様が叶えられるのはあくまでも願いをかけた本人のものに限られる。そして清治の願いは「右手をロケットパンチにしてくれ」というものであった。この内容に戸惑った太助だが取り消すことは叶わず、太助の右手はロケットパンチにさせられてしまい…

### 登場人物
青葉 太助
主人公。市立浜風小学校の生徒。
朝倉 カズヤ
市立浜風小学校の生徒。正義を重んじる少年。
青葉 清治
太助の祖父。130歳まで生きると言われていたが80歳で他界。生前、現れた神様に右手をロケットパンチにしてもらう願いをかけた。
オルムズト・ナジャ（神様）
古代インド神話の朝夢の神。インドの神なのに日本語を話す。作中では、寿命50年分と引き換えにある程度の願いを叶えてくれる女神として登場。しかし、願いによって発生した事象はもう一度50年分の寿命を差し出さなければ解除できないなど融通が利かず、そのことを太助に責められた際には泣き出すなど、幼い一面がある。
強盗2人組
みづは (MIZUHA) 銀行を襲撃した銀行強盗。

## ハヤテのごとく! 特別編
描き下ろし別冊付録。主人公の綾崎ハヤテは登場しない。登場する全ての作品が伏字無しで登場しており、『アカギ 〜闇に降り立った天才〜』に関しては福本伸行の絵も掲載されている。

### 登場人物
三千院 ナギ
月初めということで、『近代麻雀』（竹書房）で『アカギ』を立ち読みする。『ウシジマくん』（ビッグコミックスピリッツ）は、単行本派。ちなみに、コンビニに対して驚いたりする様子は無い。
春風 千桜
ナギとともにサンクスに立ち寄るが、ナギに妙な対抗意識を芽生えさせてしまう。

## 書誌情報
- 2010年8月18日発売（同月23日発行） ISBN 978-4-09-122513-9